# Bernard-René Jordan de Launay
El marqués Bernard-René Jordan de Launay (París, 8 o 9 de abril de 1740 - ibíd., 14 de julio de 1789), fue el último gobernador de la Bastilla. Fue hijo de un  gobernador anterior y comandante de su guarnición el 14 de julio de 1789, momento de la toma de la Bastilla.

## Biografía
El marqués Bernard-René Jordan de la Jordanie de Launay nació la noche del 8 al 9 de abril de 1740 en la Bastilla, donde su padre ocupaba la función de gobernador. A la edad de nueve años, fue nombrado en el puesto honorario de mosquetero. Entra entonces al regimiento de guardias franceses.
En 1776, él sucedió a Antoine-Joseph de Jumilhac en el puesto de gobernador de la Bastilla. De Launay será el último en poseer este cargo. Él compra el cargo de gobernador a su predecesor por la suma de 300 000 libras. (El cargo de gobernador de la Bastilla era negociado, como muchos cargos durante el Antiguo Régimen). El comprar el cargo de gobernador de la Bastilla podía significar un gran negocio si es que se vivía por un tiempo largo ya que un año o dos en el cargo podrían permitirle rembolsar ampliamente su inversión.
Hasta 1777, él fue el señor de Bretonnière, parroquia de Golleville, en Normandía.
Ningún acontecimiento notable marcó sus trece años como gobernador de la Bastilla, a excepción del gran error que él cometió el 19 de diciembre de 1778: como las órdenes no llegaban, no disparó el cañón (como mandaba la tradición) con el fin de celebrar el nacimiento de María Teresa de Francia, hija mayor del rey Luis XVI y de la reina María Antonieta.

### 14 de julio de 1789

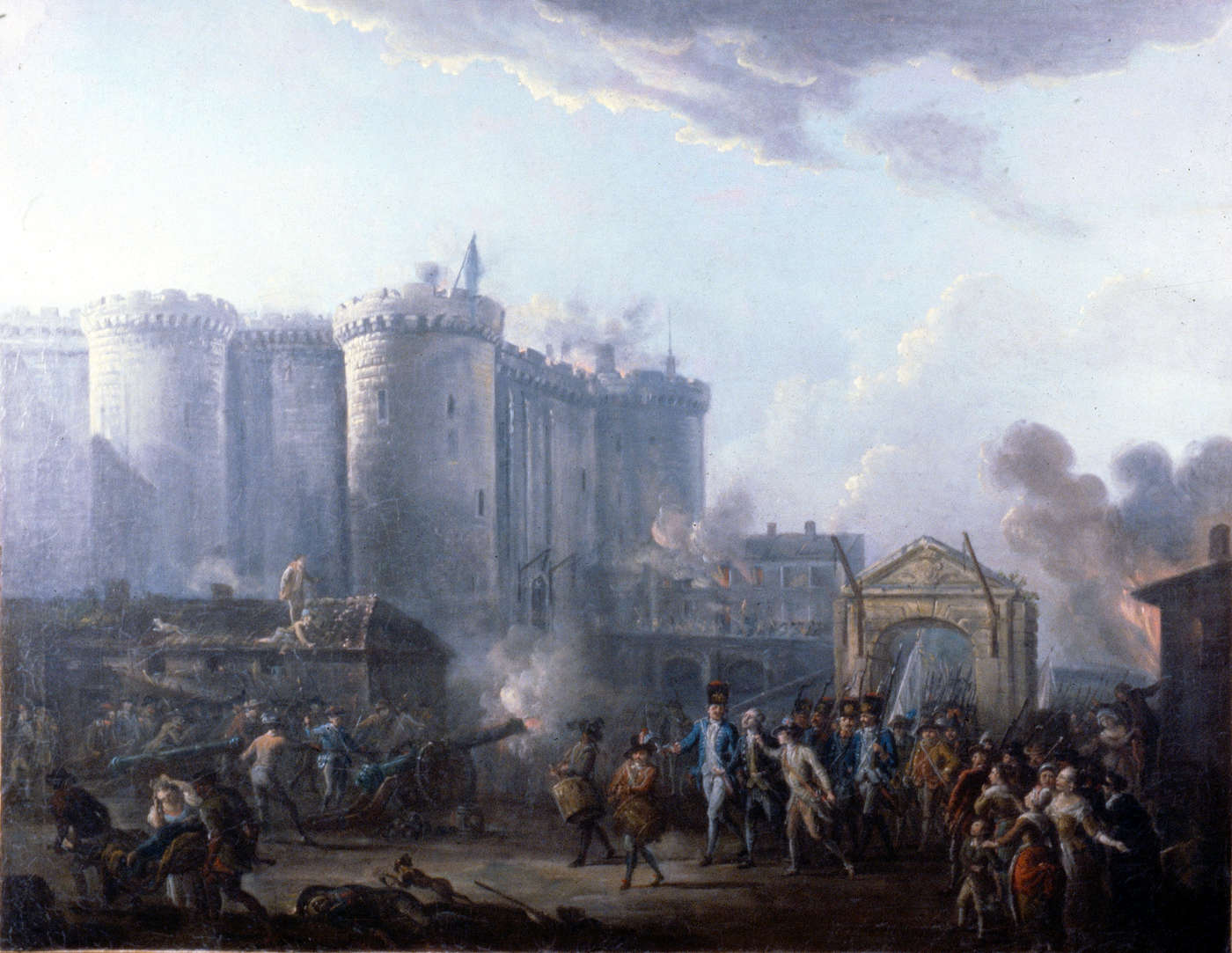
Arresto del gobernador de la Bastilla. Pintura de Jean-Baptiste Lallemand (Museo de la Revolución francesa).

El 14 de julio de 1789, en el momento de la toma de la Bastilla, ninguna orden vino de Versalles, y el gobernador de Launay tuvo que actuar a juicio propio. Dos soluciones se le presentaron: usar la fuerza para defender lealmente la Bastilla frente a los sitiadores, o bien aceptar la demanda de estos últimos con el fin de evitar el conflicto.

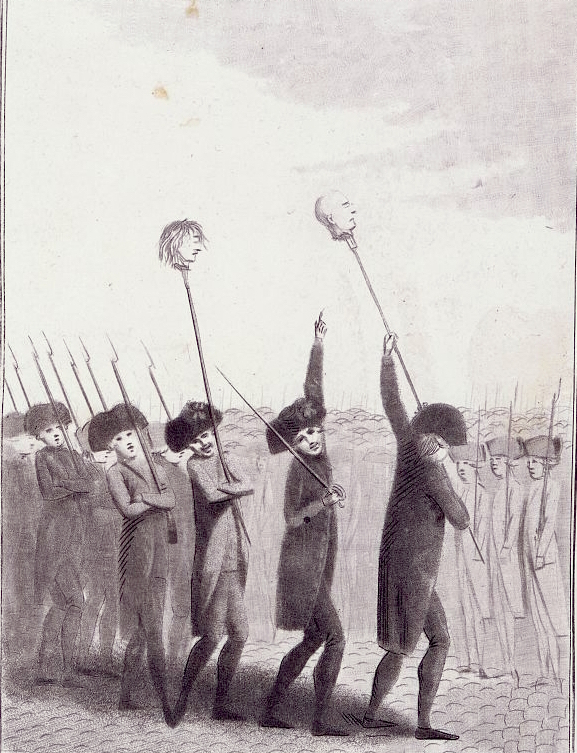
« Es así como nos vengamos de los traidores. »
Grabado de 1789 mostrando soldados y militantes cargando las cabezas de Jacques de Flesselles y de Launay en picas.

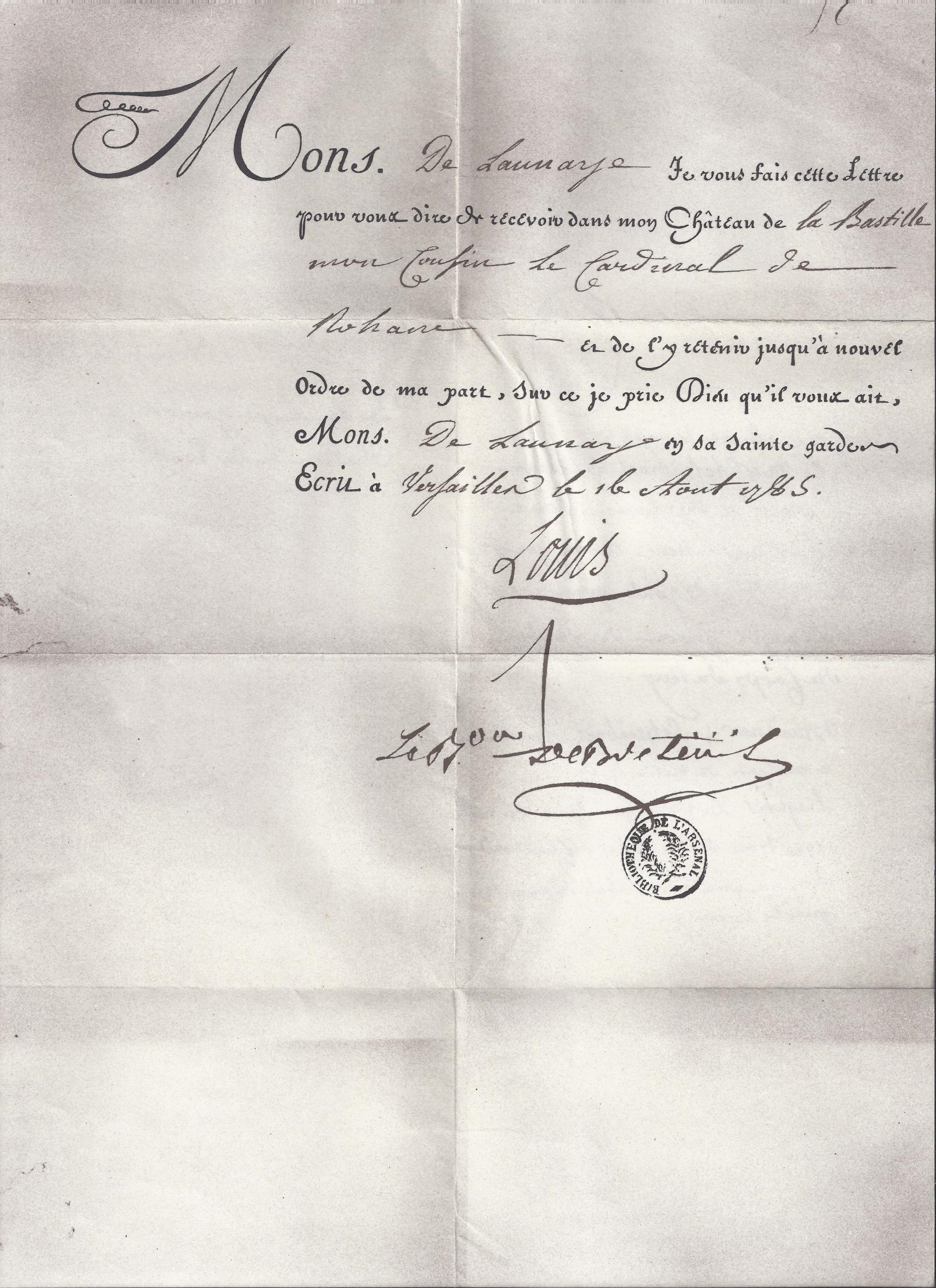
Fotocopia de la lettre de cachet firmada por Luis XVI el 16 de agosto de 1785 y dirigida al gobernador de Launay. Esta carta trata sobre el arresto del cardenal de Rohan por el Asunto del collar.

Contrariamente a Sombreuil, gobernador de Los Inválidos, quien aceptó el mismo día las demandas de los revolucionarios, el marqués de Launay rechazó entregar las armas y la pólvora que los sitiadores fueron a buscar. Sin embargo, promete no disparar, a menos que lo ataquen, simultáneamente comenzó conversaciones con dos delegados del Ayuntamiento de París, sin embargo las conversaciones tomaron tiempo. Parte de la multitud se impacientó y terminó entrando en el patio exterior de la fortaleza después de que un pequeño grupo rompió las cadenas de seguridad del puente levadizo. Después de esto, la guarnición abrió fuego·····. Los sitiadores interpretaron esto como una traición por parte de Launay···. Los combates que sobrevinieron duraron aproximadamente durante cuatro horas, causando aproximadamente cien pérdidas humanas entre la multitud y una muerte entre los defensores de la Bastilla.
Presa del pánico, de Launay amenazó con hacer explotar la fortaleza entera y los alrededores. Abandonado por sus tropas, acabó capitulando a cambio de salvar su vida y la de sus hombres, algo que los sitiadores aceptaron. Según la leyenda no se encontró una bandera blanca, y el gobernador tuvo que blandir una servilleta, siendo esta, su pañuelo personal. Él entregó las condiciones a través de una abertura de la Bastilla. Entonces, se abrieron las puertas a la multitud, quienes tomaron la Bastilla.
De Launay fue arrestado y escoltado al Ayuntamiento por uno de los jefes de la multitud, el soldado (y futuro general) Pierre-Augustin Hulin. En la plaza de la Huelga, la multitud furiosa lo ataca y lo lincha, a pesar del acuerdo y de la tentativa mediación iniciada por Ethis de Corny, fiscal del rey de la ciudad de París. De Launay es también apuñalado con bayonetas y luego recibe un balazo. Según testimonios, este linchamiento fue provocado por el mismo de Launay, desesperado, le dio una patada en las ingles a un cocinero desempleado llamado Desnot. Después de su muerte su cabeza es cortada por un carnicero llamado Mathieu Jouve Jourdan. Esta se coloca en una pica, y se marcha con ella por la capital. De Launay es una de las primeras víctimas de la Revolución francesa, al lado de otros defensores de la Bastilla, que fueron igualmente linchados.

## Testimonios de sus contemporáneos
Según Antoine de Rivarol, él «había perdido la cabeza antes de que se la cortasen».
La situación fue tal que el barón Besenval, comandante militar de la Isla de Francia (región parisina), había pedido en vano al mariscal Broglie remplazarlo por un oficial más seguro y más firme.